# Tournoi World Port 2011
Navigation
2009 2013
Le World Port Tournament 2011 est la 13e édition de cette compétition internationale sanctionnée par la Fédération internationale de baseball mettant aux prises cinq sélections nationales. Elle se tient du 23 juin au 3 juillet à Rotterdam aux Pays-Bas.
Les participants de l'édition sont Cuba, quadruple tenant du titre, les Pays-Bas, l'Allemagne, Taïwan et Curaçao,.
En finale, Taïwan s'impose 5-4 en prolongations face à Cuba et remporte le trophée pour la première fois de son histoire.

## Sélections
Cinq équipes participent à cette édition:
| Équipe    | Dernière participation |
| --------- | ---------------------- |
| Allemagne | 1re apparition         |
| Cuba      | en 2009                |
| Curaçao   | 1991                   |
| Pays-Bas  | en 2009                |
| Taïwan    | en 2009                |

## Format du tournoi
Les équipes sont réparties en une poule unique au format round robin double. Les deux meilleures équipes se rencontrent en finale pour le titre.
Si une équipe mène de plus de 10 points après le début de la 7e manche le match est arrêté en mercy rule.

## Rencontres

### Poule
| Date        | Recevant  | Visiteur  | Score  |
| ----------- | --------- | --------- | ------ |
| 23 juin     | Allemagne | Taïwan    | 3 - 5  |
| 23 juin     | Pays-Bas  | Curaçao   | 6 - 0  |
| 24 juin     | Curaçao   | Cuba      | 6 - 3  |
| 24 juin     | Taïwan    | Pays-Bas  | 8 - 4  |
| 25 juin     | Pays-Bas  | Allemagne | 2 - 1  |
| 26 juin     | Pays-Bas  | Cuba      | 1 - 4  |
| 26 juin     | Allemagne | Curaçao   | 1 - 5  |
| 27 juin     | Cuba      | Taïwan    | 1 - 3  |
| 27 juin     | Cuba      | Allemagne | 4 - 3  |
| 27 juin     | Curaçao   | Taïwan    | 1 - 7  |
| 28 juin     | Taïwan    | Curaçao   | 19 - 1 |
| 28 juin     | Allemagne | Pays-Bas  | 1 - 6  |
| 29 juin     | Cuba      | Curaçao   | 1 - 0  |
| 29 juin     | Pays-Bas  | Taïwan    | 4 - 2  |
| 30 juin     | Curaçao   | Allemagne | 2 - 12 |
| 30 juin     | Taïwan    | Cuba      | 1 - 4  |
| 1er juillet | Taïwan    | Allemagne | 3 - 2  |
| 1er juillet | Cuba      | Pays-Bas  | 2 - 0  |
| 2 juillet   | Curaçao   | Pays-Bas  | 0 - 9  |
| 2 juillet   | Allemagne | Cuba      | 0 - 1  |

| Pl. | Équipe    | J | V | D | %    |
| --- | --------- | - | - | - | ---- |
| 1   | Taïwan    | 8 | 6 | 2 | .750 |
| 2   | Cuba      | 8 | 6 | 2 | .750 |
| 3   | Pays-Bas  | 8 | 5 | 3 | .625 |
| 4   | Curaçao   | 8 | 2 | 6 | .250 |
| 5   | Allemagne | 8 | 1 | 7 | .125 |

### Finale
La finale se joue le 3 juillet. Taïwan s'impose 5-4 en prolongations face à Cuba.

## Classement final
| Pl. | Sélection |
| --- | --------- |
|     | Taïwan    |
|     | Cuba      |
|     | Pays-Bas  |
| 4   | Curaçao   |
| 5   | Allemagne |